# Saint-Vincent-du-Pendit

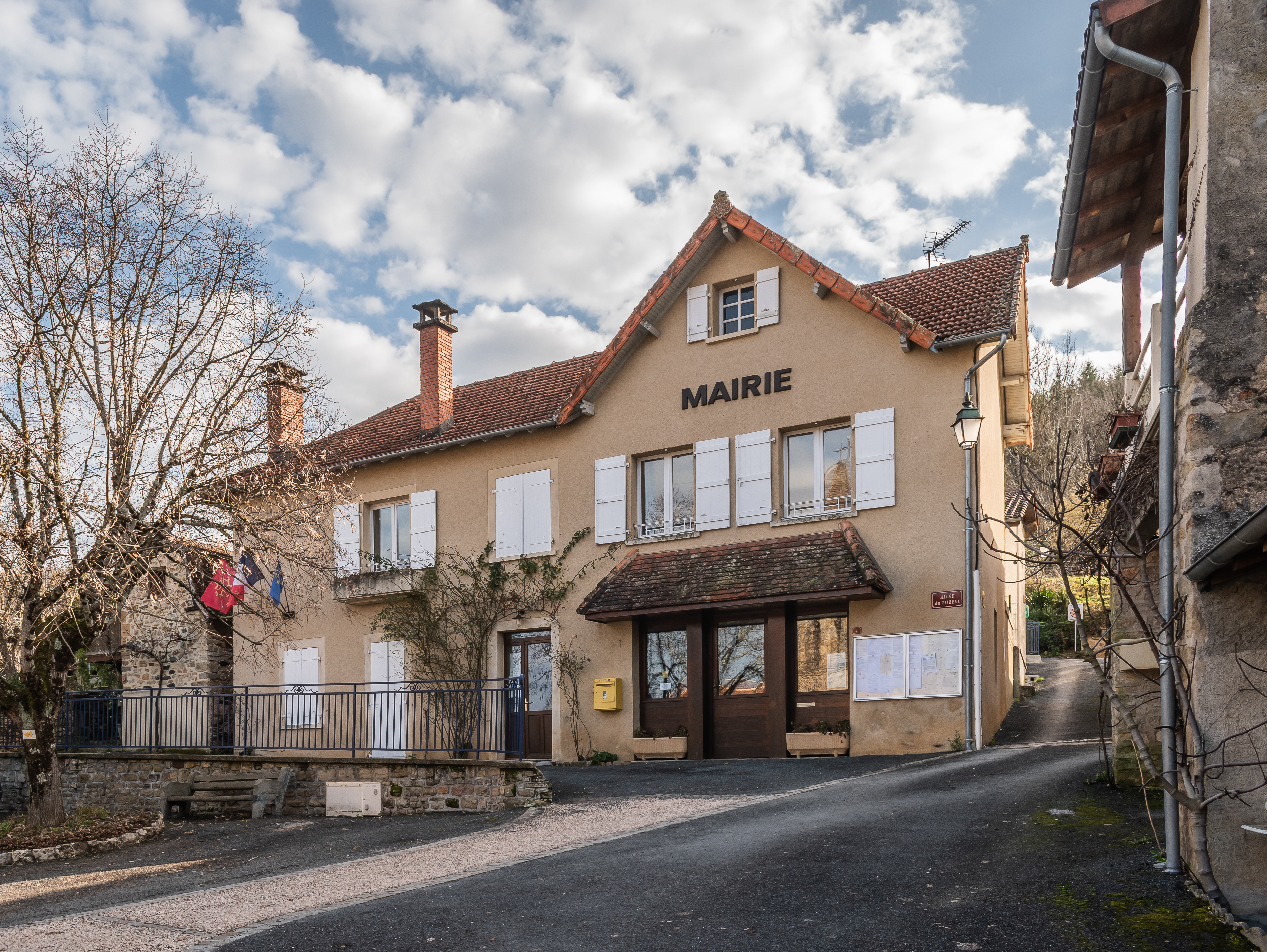
Rathaus von Saint-Vincent-du-Pendit

Saint-Vincent-du-Pendit (okzitanisch: Sant Vincenç) ist eine französische Gemeinde mit 226 Einwohnern (Stand: 1. Januar 2022) im Département Lot in der Region Okzitanien. Sie gehört zum Arrondissement Figeac und zum Kanton Saint-Céré. 
Saint-Paul-de-Vern grenzt im Norden und Westen an Saint-Céré, im Osten an Saint-Paul-de-Vern, im Süden an Bannes sowie im Westen und Südwesten an Saint-Jean-Lagineste.

## Bevölkerungsentwicklung
| Jahr      | 1962 | 1968 | 1975 | 1982 | 1990 | 1999 | 2006 | 2011 | 2018 |
| --------- | ---- | ---- | ---- | ---- | ---- | ---- | ---- | ---- | ---- |
| Einwohner | 216  | 203  | 168  | 161  | 194  | 187  | 190  | 158  | 201  |

Quellen: Cassini und INSEE

## Sehenswürdigkeiten
- Kirche Saint-Vincent aus dem 19. Jahrhundert